# Thermo-isoplèthe

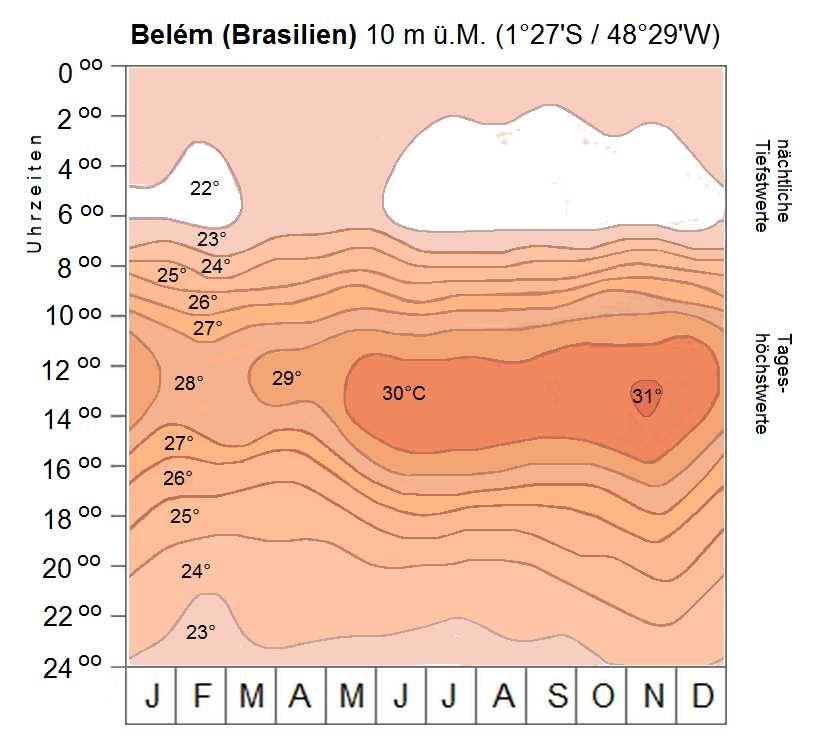
Thermo-isoplèthes de Belém

Les thermo-isoplèthes sont des courbes d'égales températures établies sur un système de coordonnées indiquant les heures en ordonnée et les dates en abscisse. 

## Définition
Ce titre de diagramme à deux dimensions fut proposée par Carl Troll pour représenter à la fois les variations diurnes et annuelles à un endroit du globe terrestre. Plus précisément, pour un lieu donné (par exemple donné par sa latitude et la longitude), on indique la température d'une date donnée (repérée sur l'axe des abscisses, horizontal) à une heure donnée (repérée sur l'axe des ordonnées, vertical) : le point correspondant à l'heure et la date en question est coloré selon la température. Sur la carte de Belém, par exemple, un point blanc indique une température de 22 °C ;  c'est la température moyenne à 6h en janvier et février. Sur cette même carte, un point orange foncé indique une température de 31 °C, on la trouve en novembre vers 13h.
Les courbes thermo-isoplèthes joignent les points de même température. Elles permettent donc de comparer l'amplitude annuelle et l'amplitude quotidienne : la première est plus forte dans la zone tempérée, tandis que la deuxième l'emporte dans la zone intertropicale. On voit ainsi sur le diagramme de Belèm que les isoplèthes sont presque toutes parallèles à l'axe des abscisses, indiquant des températures à peu près stables, à une heure donnée, sur toute l'année ; la variation thermique dépend plus de l'heure de la journée que de la période de l'année.
Le diagramme permet ainsi en un coup d’œil de connaître la représentation thermique sur la zone géographique d'étude (voire l'ensemble de la planète en prenant des températures moyennes) et ainsi avoir une vue d'ensemble sur l'évolution du climat sur une année.